# Orteils en griffe

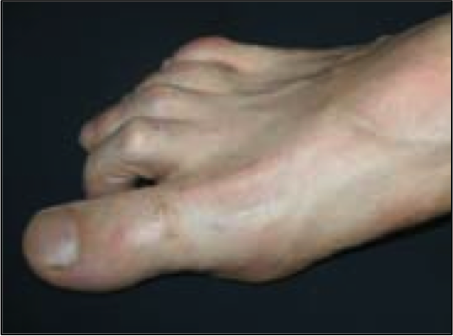
Orteils en griffe

Les orteils en griffe, appelés aussi griffes d'orteil, ou encore orteils en marteau, sont une déformation permanente des orteils dans le plan sagittal. Il s'agit  d'une pathologie fréquente, touchant le plus souvent les femmes. L’atteinte est maximale vers l'âge de cinquante ans, mais possible à des âges extrêmes (plus jeunes ou plus vieux). 

## Étiologie
Ces déformations peuvent être isolées ou la conséquence d'autres pathologies, au premier rang desquelles l’hallux valgus. D’autres causes sont plus rares : pied creux, avant-pied rond, pieds neurologiques, polyarthrite rhumatoïde.
Divers facteurs (qui ne sont pas à considérer comme pathologiques) peuvent favoriser l'apparition de griffes d'orteils : le port de chaussures trop courtes ou de talons hauts, l'hyperlaxité ligamentaire, l'obésité, la ménopause. Il en va de même de la morphologie en avant-pied « grec » défini par un deuxième orteil plus long que le premier.

## Formes cliniques
Selon la topographie de la déformation, on distingue les griffes distales, proximale, totale, et totale inversée. Chacune correspond à des anomalies anatomiques précises relevant d'un traitement spécifique.
Trois stades évolutifs existent : au départ la griffe est réductible (griffe souple), puis s’enraidit (griffe fixe). Elle peut enfin poursuivre son évolution vers la luxation métatarsophalangienne, articulation entre la base de l’orteil et le pied.
Il existe plusieurs types de déformation des orteils. Ces déformations sont divisées en trois catégories, soit: les orteils en griffe, les orteils marteaux et les orteils en maillet.
- Orteils marteaux : L’articulation du dessus des orteils ressort de façon excessive.
- Orteils en griffe : L’articulation du dessus des orteils ressort. Toutefois, la déformation en elle-même ne cause habituellement pas de douleur sur le dessus des orteils, mais ce sont plutôt les cors au bout des orteils qui peuvent être douloureux.
- Orteils en maillet : L'articulation est beaucoup moins prononcée, la majorité du temps, l’ongle ne fait que changer de forme.

## Traitements

### Chirurgie
En présence de cor, sa simple excision n'est pas efficace puisque celui-ci n’est qu’une réaction de défense face à la déformation. La chirurgie doit donc viser la suppression-même de la déformation, qui, seule, évite la réapparition des cors puis des plaies. Différentes méthodes sont proposées selon que le chirurgien agit sur l’os lui-même par section osseuse (ostéotomies), ou sur les tendons et enveloppes articulaires rétractés par allongement ou section.
Du point de vue de la technique chirurgicale, on peut procéder :
- par des méthodes classiques : de courtes cicatrices situées au-dessus et entre les orteils donnent accès aux structures anatomiques à corriger. Le matériel de fixation tel que vis ou agrafes n’est pas obligatoire.
- par chirurgie per-cutanée : les gestes effectués sont identiques mais ils sont réalisés à travers la peau : section de capsule, de tendons, et même ostéotomies.

Un des principaux avantages de la chirurgie percutanée est la simplicité des suites opératoires pour le patient. Il est important de noter toutefois que, comme pour les techniques classiques, des complications sont possibles. Il s’agit de gestes difficiles, réservés à des chirurgiens entrainés aux deux méthodes. Cette chirurgie n'est, en effet, pas possible dans tous les cas et une combinaison des deux techniques peut être alors être bénéfique.